# Ricardo Izquierdo

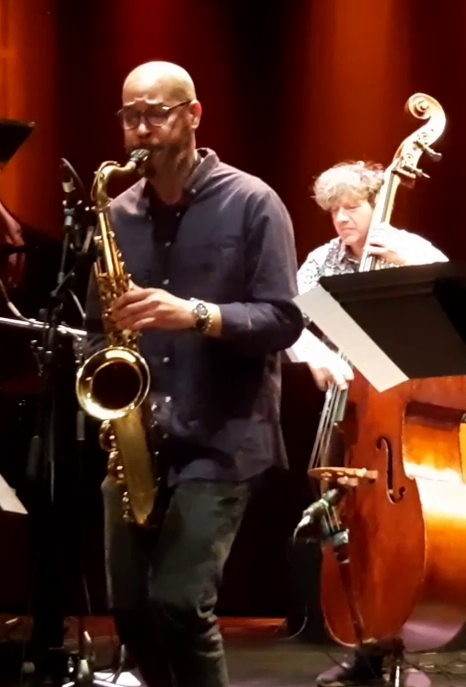
Ricardo Izquierdo

Ricardo Izquierdo Reyes (* 1978 in Matanzas) ist ein kubanischer Jazzmusiker (Tenor- und Sopransaxophon).
Izquierdo Reyes begann mit 8 Jahren, das Violoncello zu erlernen. Er wechselte auf das Altsaxophon, als er ab 1994 an der Escuela National de Artes in Havanna studierte. Dann war er Mitglied des Quintetts von Alexis Bosch und des Quartetts von Carlos Maza, mit dem er in Europa auf Tournee war und das Album Fidelidad einspielte. 2001 zog er nach Paris. Dort arbeitete er mit Rémi Vignolo, Frank Lacy, Michel Zenino, Ernest Dawkins, Napoleon Maddox, Raúl Paz, Hamid Drake, Maxime Fougeres, Manu Codjia, Jason Palmer, Jeff Ballard, Orishas und Bojan Z zusammen. Mit seinem eigenen Quartett nahm er ein Album auf und spielte auf dem Festival von Marciac. Er ist auch auf Alben von Mayra Andrade, Josiah Woodson, Mario Canonge und Mátyás Szandai zu hören.

## Diskographische Hinweise
- Ida (Plus Loin 2014, mit Sergio Gruz, Juan Sebastien Jimenez bzw. Mauro Gargano, Lukmil Pérez)[2]
- Ricardo Izquierdo, Mauro Gargano, Fabrice Moreau Ants (Gaya 2017)